# Gos de Groenlàndia

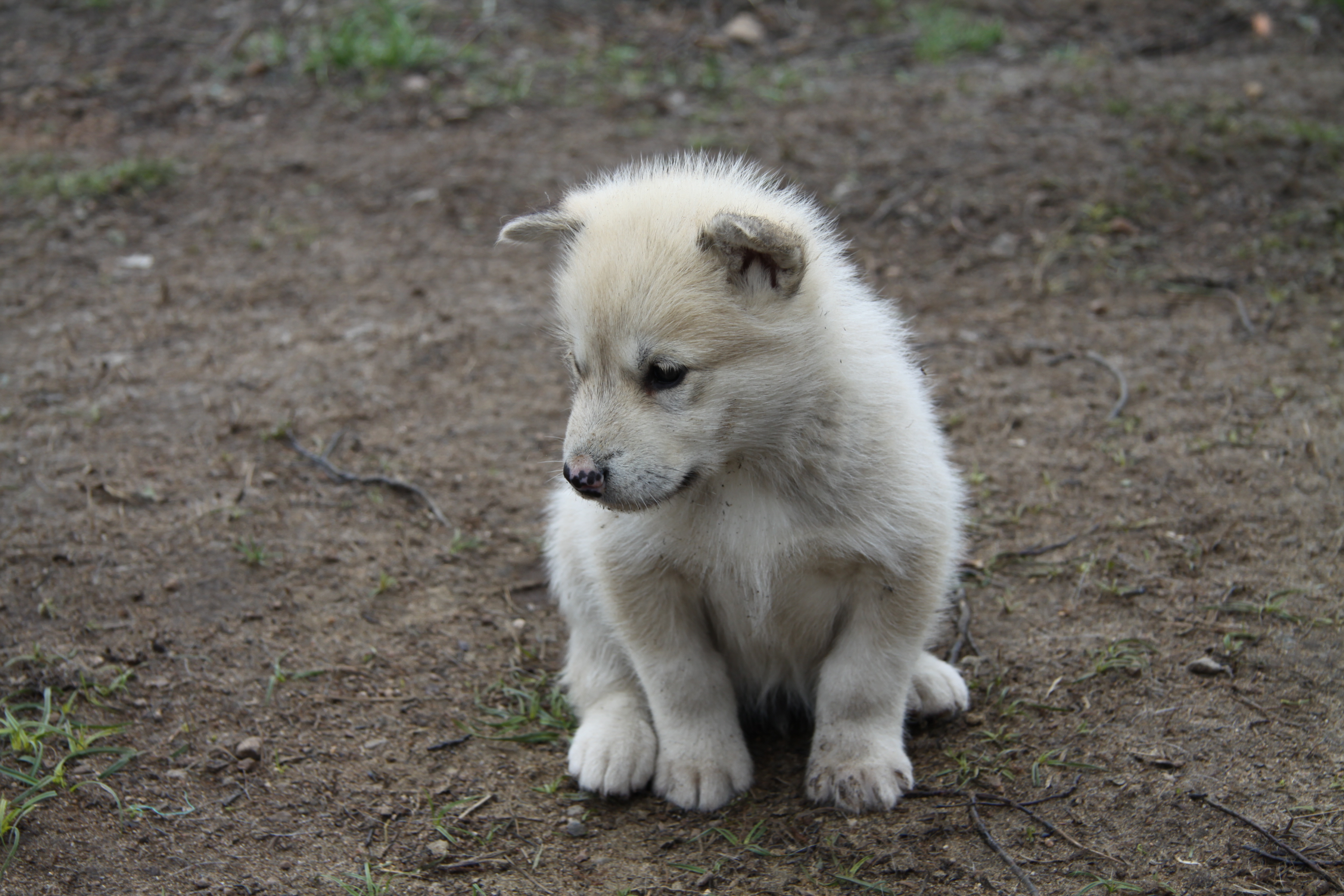
Cadell de gos de Groenlàndia

El gos de Groenlàndia és una de les races més antigues de gos i conserva característiques del llop àrtic del qual descendeix. Està emparentat amb els gossos emprats pels esquimals que habiten Alaska, Canadà i Sibèria.
Ha estat sempre emprat en les regions nòrdiques com a animal de tir de trineus. És molt resistent al fred però pateix amb la humitat. El seu caràcter és poc dòcil, molt difícil d'educar perquè accepti la primacia del seu amo sobre ell.
Pertanyent a la família dels spitz polars, el gos groenlandès no ha gaudit de la popularitat d'alguns dels seus parents com el husky siberià i el malamut d'Alaska, encara que suporta les condicions climàtiques més fredes de Groenlàndia. Es tracta d'un gos molt resistent, criat per la dura tasca de tirar de trineus, és reservat amb els estranys i increïblement auster.

## Història
Durant anys diversos països s'han adjudicat la seva paternitat: en primer lloc Noruega, després Suècia i Finlàndia, i finalment Dinamarca pel seu mandat polític sobre Groenlàndia. Es pot afirmar que els gossos que van participar en les expedicions a Groenlàndia van ser aquests, tirant dels trineus de Hansen el 1888, de Rovert E. Peary entre 1892 i 1920, tots ells exploradors de la zona. També hi va haver expedicions per a la recerca de minerals (com la criolita i la groenlandita), en què els miners viatjaven en trineus tirats per aquests gossos.
Durant aquell temps no es podia afirmar que el gos groenlandès formés part d'una raça, ja que la diferència entre els exemplars eren notables, únicament eren comuns a tots ells la constitució robusta i el temperament treballador, dur i tenaç. Els encreuaments indiscriminats i la selecció per tirar dels trineus van arribar a la formació d'aquesta raça, que per la seva proximitat amb el Canadà ha estat confós en moltes ocasions amb l'esquimal ("esquimo dog"), pertanyent a aquest país i no reconeguda per la Federació Cinològica Internacional.
A la dècada de 1950 es va produir un veritable auge de la raça, que era coneguda en molts països com esquimal de Groenlàndia o simplement malamut. En la redacció de l'estàndard es van ometre diversos matisos, ja que només servia per diferenciar el gos groenlandès dels altres gossos de trineu.

## Caràcter
En primer lloc cal dir que posseeix un llenguatge molt particular, el gos groenlandès, com molts dels gossos nòrdics, no borda, sinó que udola. S'adreça al seu amo per expressar pena i alegria mitjançant udols, simples o a cor, és el que els anglosaxons anomenen "cry of the wild".
Es caracteritza per la seva gran independència i la seva austeritat, i a l'hora de treballar no coneix excuses, quan de cadell se'l prepara amb arnesos per al tir de trineus es mostra feliç.
La seva gosadia i el seu coratge es comproven en la caça del carnívor més perillós de la seva zona de treball: l'os polar. Grups de tres o quatre gossos, atiats pel seu amo, persegueixen i arraconen a l'os per poder accedir a les seves zones més vulnerables; molts són ferits de mort, però els altres no abandonen la presa durant hores i fins i tot dies, oblidant-se del cansament i de la fam, fins que arribi l'home i pugui abatre l'os.